# Forças Navais do Egito
A Forças Navais do Egito é o braço nava das forças armadas egípcias. Esta é a maior força marítima da África e do Oriente Médio e do Mundo Árabe. Também a sétima maior marinha de guerra do mundo, em termos de número de navios. Seu principal objetivo é defender os 2 mil quilômetros da costa egípcia no mar mediterrâneo e no mar Vermelho, em especial a vital rota comercial do canal de Suez Canal. A marinha do Egito foi estruturada com o apoio da União Soviética na década de 60.

## Fotos

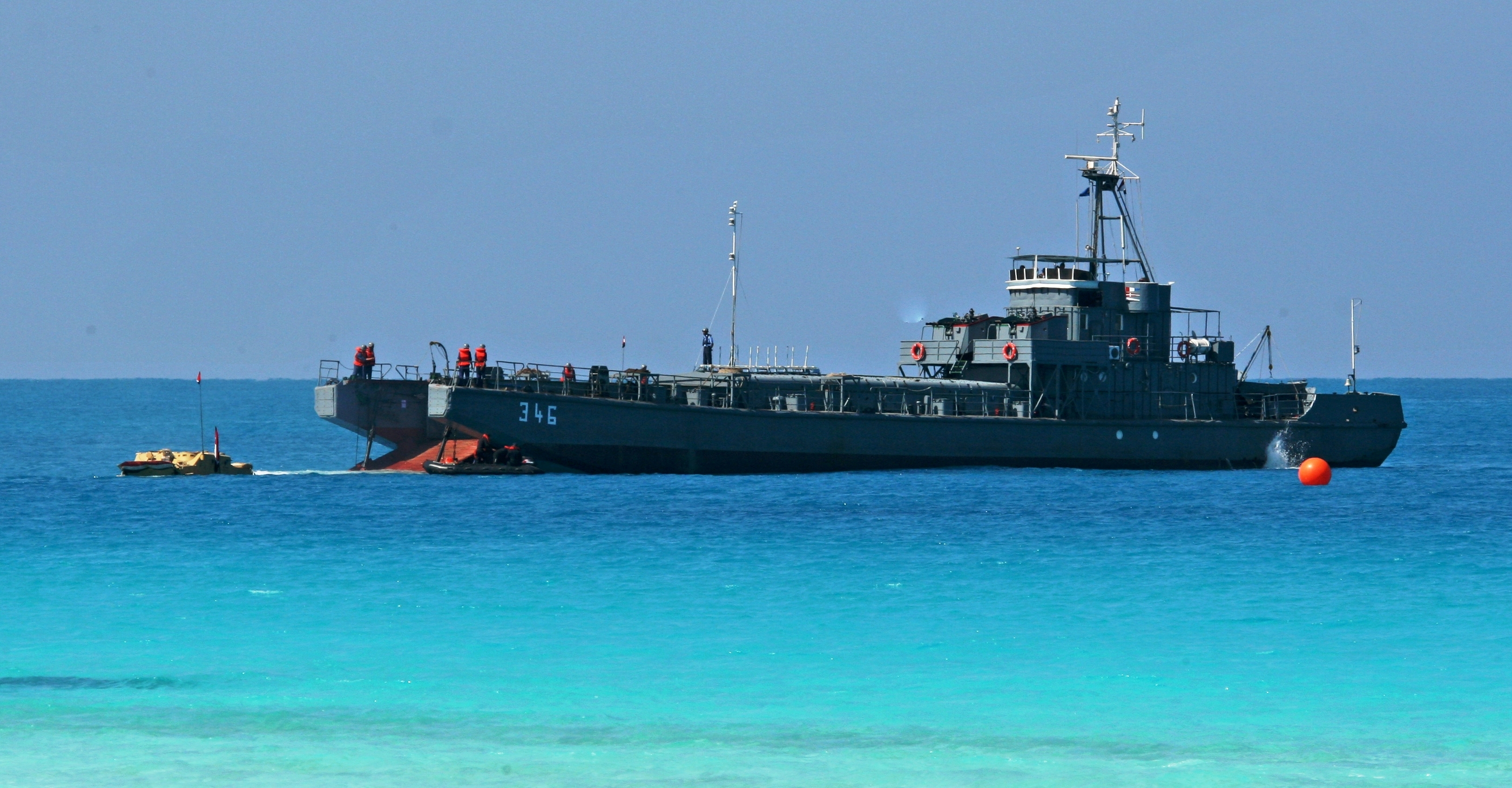
Um navio de desembarque egípcio.
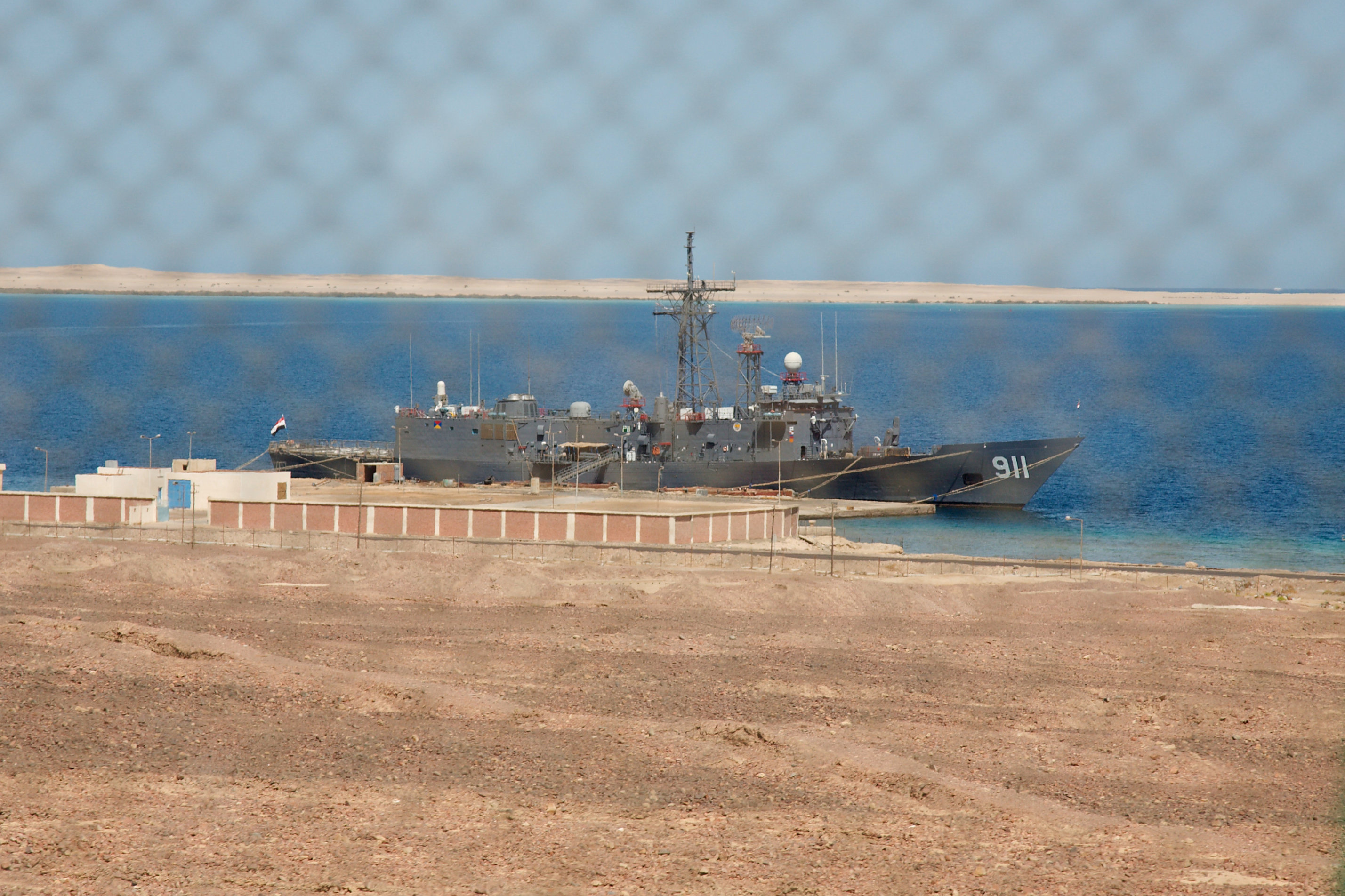
Uma fragata egípcia.
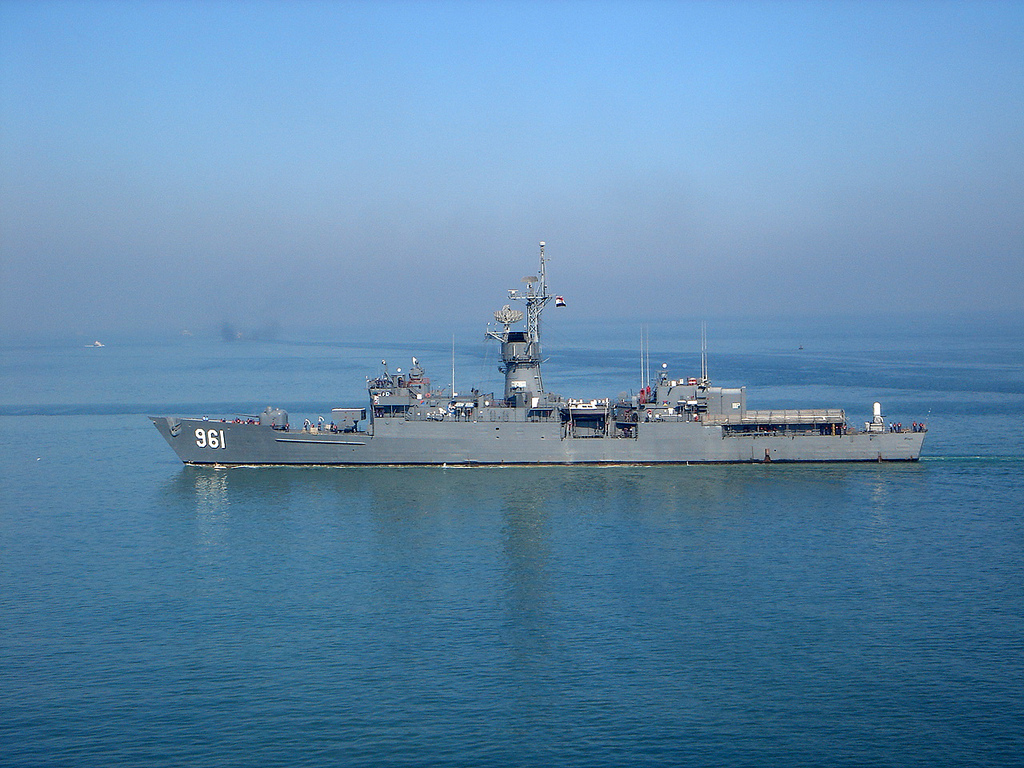
Um navio da classe Knox a serviço da marinha do Egito.
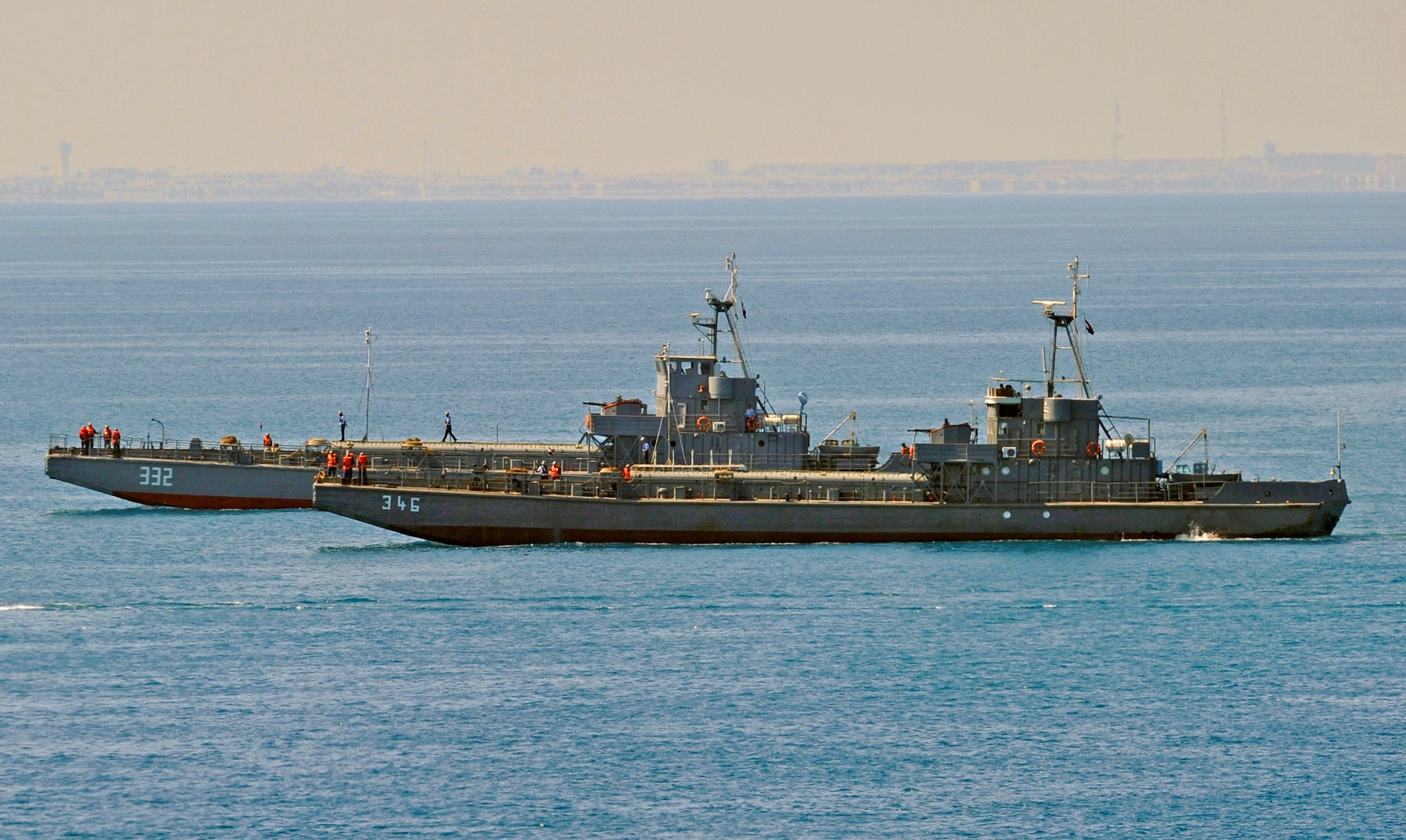
Dois navios de desembarque anfíbio da marinha egípcia.